# Joseph Gottlieb Kölreuter
Joseph Gottlieb Kölreuter  o Koelreuter o Kohlreuter (27 de abril de 1733-11 de noviembre de 1806) fue un botánico alemán.
Kölreuter era hijo de un farmacéutico en Karlsruhe, Alemania, y crece en Sulz am Neckar. Estudio Medicina en la Universidad de Tübingen bajo el médico y botánico Johann Georg Gmelin. Obtuvo el doctorado en filosofía en 1755.
Trabajo en San Petersburgo de 1756 a 1761. Y fue designado miembro de la Academia Rusa de Ciencias. Luego volvió a Sulz y en 1762 regresó a Calw. Kölreuter falleció en Karlsruhe .
Kölreuter describió muchas especies de la flora, y estudio el polen; además fue un pionero en hibridación. Se le considera uno de los padres de la biología floral. Entendió perfectamente la anemofilia. Recuérdese que aún los botánicos del siglo XIX sentían repugnancia de suponer sexualidad en los vegetales.

## Honores
El género Koelreuteria se nombra en su honor.

## Obras
- Dissertatio inauguralis medica de insectis coleopteris, nec non de plantis quibusdam rarioribus... Tubingae: litteris Erhardianis (1755)
- Vorläufige Nachricht von einigen, das Geschlecht der Pflanzen betreffenden Versuchen (1761-1766)
- Das entdeckte Geheimniss der Cryptogamie (1777)